# Nitrox
Nitrox – mieszanina tlenu i azotu używana do oddychania w czasie nurkowania, stanowiąca alternatywę dla powietrza.

## Rodzaje nitroksu
Formalnie nitrox może być sporządzony w trzech odmianach:
- nitrox hipooksyczny – będący mieszanką uboższą w tlen w stosunku do powietrza (poniżej ok. 21%)
- nitrox normooksyczny – jako techniczna nazwa powietrza z zawartością tlenu ok. 21%
- nitrox hiperoksyczny – o procentowej zawartości tlenu wyższej niż w powietrzu atmosferycznym.

Ponadto w ramach nitroksu hiperoksycznego spotyka się tzw. „nitrox zimny” – o zawartości tlenu do 40% i „nitrox gorący” o zawartości tlenu powyżej 40%.
Stosowanie nitroksu „gorącego” powoduje konieczność użycia sprzętu spełniającego wymagania czystości tlenowej.
W praktyce nurkowej spotyka się wyłącznie nitrox hiperoksyczny. Nitrox normooksyczny jako mieszanina tożsama z powietrzem nie jest traktowany jak mieszanina sztuczna, tym samym zwyczajowo nie jest nazywany nitroksem.

## Nitrox hiperoksyczny
Nitrox składa się z tych samych gazów co powietrze, jednak w innych proporcjach: zawiera mniej azotu, a więcej tlenu. Proporcje te dobierane są do konkretnego nurkowania. W zależności od zawartości tlenu mieszaninę oznacza się jako EANXX, gdzie EAN to skrót od angielskich słów enriched air nitrox, a XX to procentowa zawartość tlenu (np. EAN32 zawiera 32% tlenu oraz 68% azotu).
Zwiększenie ilości tlenu w mieszaninie oddechowej powoduje:
- zmniejszenie maksymalnej dozwolonej głębokości nurkowania
- zmniejszenie zmęczenia nurka.

Natomiast zmniejszenie zawartości azotu powoduje:
- zmniejszenie ryzyka wystąpienia choroby dekompresyjnej,
- zmniejszenie ryzyka wystąpienia narkozy azotowej,
- wydłużenie limitów bezdekompresyjnych.

Ze względu na większą zawartość tlenu w mieszaninie występuje zwiększone ryzyko wystąpienia zatrucia tlenem. Dlatego butle zawierające nitrox (a także jakikolwiek gaz inny niż powietrze) muszą być wyraźnie oznaczone, gdyż omyłkowe nurkowanie z wykorzystaniem gazu innego niż uwzględniony w planie nurkowania lub zaprogramowany w komputerze nurkowym stanowi poważne zagrożenie dla życia nurka.
Każda butla nurkowa zawierająca nitrox musi zostać oznaczone wartością MOD (ang. Maximum Operating Depth) – maksymalną głębokością operacyjną dozwoloną dla danej mieszaniny wyrażoną w metrach.

## Kontrowersje
Niektóre aspekty oddziaływania nitroksu na organizm nurka wzbudzają pewne kontrowersje.

### Zmniejszenie narkozy azotowej
Mniejsza ilość wdychanego azotu oznacza zmniejszenie narkozy azotowej. Jednak azot jest zastępowany tlenem, którego działanie jest według tzw. zasady Meyera-Overtona dwukrotnie bardziej narkotyczne od azotu. Brak jednak jednoznacznego rozstrzygnięcia prawdziwości tej zasady w odniesieniu do nurkowania. Brak ten znajduje m.in. odzwierciedlenie w komputerowych planerach dekompresyjnych, które pozwalają użytkownikowi decydować czy tlen ma być traktowany jako narkotyczny.
Pewniejszym sposobem redukcji narkozy azotowej jest użycie trimiksu, w którym azot zastępowany jest helem – znacznie mniej narkotycznym od azotu także według zasady Meyera-Overtona.

### Zmniejszenie zmęczenia nurka
Zmniejszanie zmęczenia nurka jest przypisywane większemu nasyceniu organizmu tlenem. Potwierdzają to obserwacje osób nurkujących z użyciem nitroksu. Wątpliwości budzi jednak fakt, że nawet podczas oddychania powietrzem hemoglobina niemal całkowicie nasycona jest tlenem i użycie nitroksu nie zwiększa istotnie ilości tlenu docierającego do komórek.